# Polk megye (Texas)
Polk megye az Amerikai Egyesült Államokban, azon belül Texas államban található. Megyeszékhelye Livingston, legnagyobb városa Livingston. Lakosainak száma 50 123 fő (2020. április 1.).

## Szomszédos megyék
- Angelina megye (észak)
- Tyler megye (kelet)
- Hardin megye (délkelet)
- Liberty megye (dél)
- San Jacinto megye (délnyugat)
- Trinity megye (északnyugat)

## Népesség
A megye népességének változása:
| Lakosok száma | 45 430 | 45 607 | 45 737 | 45 790 | 46 972 | 50 123 |
|               | 2010   | 2011   | 2012   | 2013   | 2015   | 2020   |